# Simulium naturale
Simulium naturale är en tvåvingeart som beskrevs av Davies 1966. Simulium naturale ingår i släktet Simulium och familjen knott. Inga underarter finns listade i Catalogue of Life.